# Triacetina
O composto orgânico 1,2,3-triacetoxipropano é mais geralmente conhecido como triacetina ou triacetato de glicerina, sendo, pois triglicerídeo. É o triéster do glicerol e ácido acético, e é a segunda gordura mais simples após a triformina.